# 法希姆·安瓦里
法希姆·安瓦里（波斯語：فهیم انوری，1999年5月5日—）是阿富汗游泳運動員和阿富汗兩項國家紀錄保持人。他是阿富汗國家游泳隊的成員。在阿富汗嚴重特殊傳染性肺炎大流行期間，安瓦里在Qargha Reservoir接受訓練。2021年4月，阿富汗國家奧林匹克委員會宣布安瓦里將成為第一位代表阿富汗參加奧運會的游泳運動員。法希姆·安瓦里得到國際奧委會的財政支持。

## 生涯
2021年1月，安瓦里開始在俄羅斯喀山的國際泳總發展中心接受培訓。2021年4月，他在喀山參加國際泳總發展計劃後創造了兩項阿富汗國家記錄。

## 外部連結
- 法希姆·安瓦里在FINA（英语）
- 法希姆·安瓦里在SwimRankings.net（英语）
- 法希姆·安瓦里在Olympics.com（英语）
- 法希姆·安瓦里在Olympedia（英语）